# فرکانس‌سنج جذبی

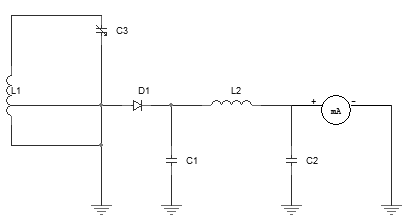
شمای مداری فرکانس سنج جذبی

یکی از راه های اندازه‌گیری فرکانس های زیاد استفاده از یک مدار LC (سلفی-خازنی) قابل تنظیم در رنج فرکانس مورد نظر است که صفحۀ تنظیم آن بر حسب فرکانس مدرج شده باشد. از این دستگاه فقط می توان در مداراتی استفاده کرد که در آنها لااقل مقدار کمی انرژی قابل آشکارسازی وجود داشته باشد.
نکتۀ قابل توجه در مورد کاربرد این دستگاه این است که فرکانس انرژی موجود در مدار را می‌تواند اندازه بگیرد نه فرکانس رزنانس مدار دارای انرژی را.

## طرز کار
طرز کار با دستگاه به این ترتیب است که بوبین L1 را تا حد لازم نزدیک به مدار دارای انرژی که سنجش فرکانس آن مورد نظر است و در حد فرکانس صفحۀ مدرج دستگاه است می‌بریم و خازن C3 را که صفحۀ مدرج به آن وصل است آنقدر تغییر می‌دهیم که احراف عقربۀ سنجه به حداکثر خود برسد. در این وضعیت عدد فرکانس روی صفحۀ مدرج فرکانس مدار دارای انرژی خواهد بود.

## حساسیت
حساسیت این دستگاه بستگی به سنجه و اندازۀ قسمت پایینی L1 دارد که باید حلقه‌های آنرا به طور تجربی و کمی کمتر از انحراف ماکزیمم انتخاب کرد.